# Ludus Magnus
De Ludus Magnus (Grote gladiatorenschool) was de grootste van de vier ludi (gladiatorenscholen) die bekend zijn uit Rome. Het gebouw lag in het dal tussen de Caelius en de Esquilijn net ten oosten van het Colosseum, waarmee het door een onderaardse gang was verbonden.

## Gladiatorenscholen in Rome
Naast de Ludus Magnus waren er nog drie andere gladiatorenscholen in Rome: de Ludus Dacicus, de Ludus Gallicus en de Ludus Matutinus (gespecialiseerd in de opleiding van wilde-dierenvechters), die alle ook vlak bij het Colosseum lagen. Anders dan de gladiatorenscholen buiten Rome waren ze geen particulier bezit, maar stonden ze onder leiding van keizerlijke beambten (procuratores), die werden benoemd uit de ridderstand. Ze hadden de dagelijkse leiding over de school en gaven adviezen aan organisatoren van gladiatorenspelen. De procurator van de Ludus Magnus verdiende een topsalaris van 200.000 sestertiën per jaar.

## Het gebouw
De bouw werd begonnen door keizer Domitianus (81-96), maar werd pas voltooid onder Hadrianus (117-138). Het was een rechthoekig gebouwencomplex gemaakt van beton dat met baksteen was bekleed. De hoofdingang bevond zich aan de noordkant. Er waren op de begane grond 14 vertrekken aan de lange kant en 10 aan de korte, met daarboven één of twee verdiepingen. Ze moeten voor het grootste deel gefungeerd hebben als cellen voor de gladiatoren. De 14 bewaard gebleven vertrekken zijn ca. 5 x 4 m. en boden waarschijnlijk onderdak aan 2 gladiatoren. Ook keizer Commodus, die graag deelnam aan gladiatorengevechten, zou hier verbleven hebben. De vertrekken lagen om een grote binnenplaats die was omgeven door een portico met zuilen van travertijn. In de binnenplaats was een klein amfitheater van 63 x 42 m. met 8 rijen zitplaatsen voor 3.000 toeschouwers, het bekijken van de gladiatorentraining was namelijk een populair tijdverdrijf in Rome. De arena lag 2.75 meter lager dan de tribunes, die waren omgeven door een muur van 2 m. hoog met een kroonlijst van wit marmer. De toeschouwers konden via kleine trappen aan de buitenzijde hun plaatsen bereiken. Op de lange as van de arena waren twee grote toegangen. Daarnaast waren er vermoedelijk nog vier kleine opslagruimten op de korte as. Op de hoeken die buiten het amfitheater op de rechthoekige binnenplaats werden uitgespaard waren vier waterbassins.
Nadat de gladiatorengevechten in de 5e eeuw werden verboden raakte de Ludus Magnus buiten gebruik en verviel. Rond de 6e eeuw werd de locatie gebruikt als begraafplaats.

## Restanten
De Ludus Magnus werd in 1937 teruggevonden en is tussen 1957 en 1961 voor bijna de helft opgegraven. De resten zijn te zien tussen de huidige Via Labicana en de Via S. Giovanni in Laterano. Het niet opgegraven gedeelte is te reconstrueren aan de hand van een van de bewaard gebleven fragmenten van de Forma Urbis, de stadsplattegrond van Rome uit het begin van de 3de eeuw. Onder het bankgebouw dat nu nog deels over de restanten van de Ludus Magnus staat zijn fundamenten van een ander groot gebouw teruggevonden. Mogelijk was dit het Armamentarium, waar de wapens van de gladiatoren werden opgeslagen. Twee meter onder de arena van de Ludus Magnus zelf zijn restanten van oudere huizen uit de 1e eeuw v.Chr. teruggevonden.

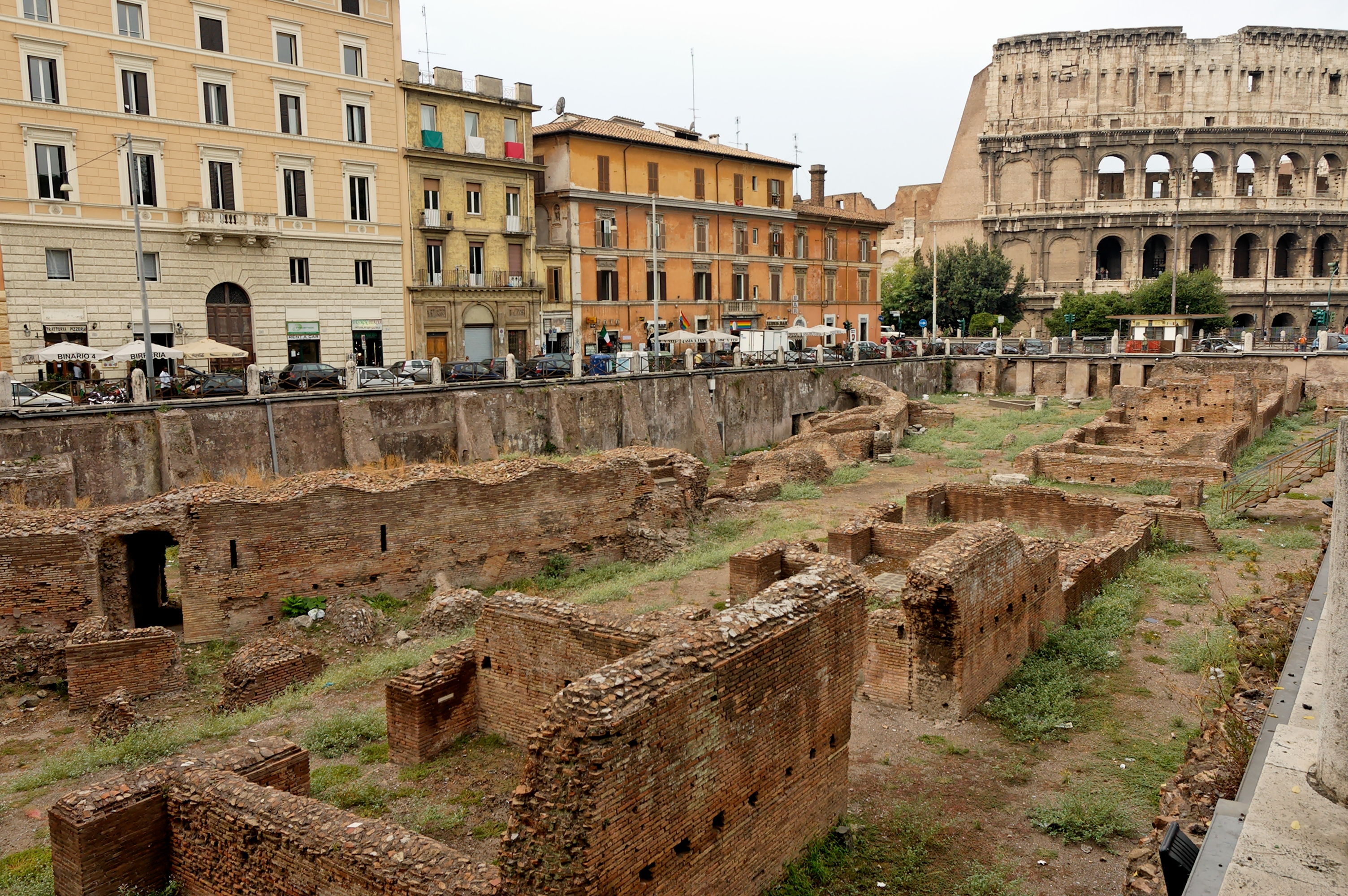
De vertrekken aan de noordkant, met daarachter de buitenmuur van het amfitheater.

## Referentie
- P. Connely & H. Dodge, The Ancient City. Live in Classical Athens & Rome, vertaling door G. Houtzager (Stad in de oudheid. Leven in Athene en Rome), Keulen 1998. p. 208-210 ISBN 3829011067
- F. Meijer, Gladiatoren. Volksvermaak in het Colosseum, Amsterdam 2003. p. 61-63 ISBN 9025334040
- L. Richardson, jr, A New Topographical Dictionary of Ancient Rome, Baltimore - London 1992. p. 236-237 ISBN 0801843006